# Польско-шведские войны (1600—1629)
Война Речи Посполитой со Швецией (Война за Шведскую корону) 1600—1629 годов представляла собой попытки короля Речи Посполитой Сигизмунда III вернуть шведский престол, которые окончились неудачей. Речь Посполитая потеряла побережье балтийского моря (Эстонию и Латвию). Военные действия часто прерывались, поэтому войну делят на несколько периодов:

## Война Речи Посполитой со Швецией 1600—1611 годов
Война РП со Швецией 1600—1611 была навязана Швеции польским королём Сигизмундом III, стремившимся подчинить себе Эстляндию и отомстить шведскому королю Карлу IX, который годом ранее отнял у Сигизмунда шведскую корону. Несмотря на численное превосходство и профессиональное мастерство шведской армии, полякам, однако, удалось выиграть значительное число битв: битву под Кокенгаузеном, битву при Кирхгольме, сражение у реки Гауя и др. Всё это было достигнуто, благодаря таланту выдающегося литовского полководца Ходкевича. Но из-за прекращения финансирования королём РП армии Ходкевича, внутренних неурядиц (рокоша Зебжидовского), начавшейся в 1605 году русско-польской войны король РП Сигизмунд III вынужден был пойти на мирные переговоры. В результате войны ни одна из сторон не смогла приобрести новые территории.

## Война Речи Посполитой со Швецией 1617—1618 годов
Сын Карла IX Густав II Адольф, вступив на шведский престол, решил закрепить за Швецией весь Прибалтийский регион. Этому благоприятствовали затяжные войны (Русско-польская война 1605—1618 годов, военные столкновения с Османской империей), которые вела в то время Польша. В 1617 году шведы высадились в Рижском заливе. За два месяца они захватили все польские земли в Прибалтике, кроме Риги, которую заблокировал шведский флот. Но уже вскоре польско-литовские войска под предводительством талантливого полководца гетмана литовского Кшиштофа Миколая Радзивилла сумели нанести ряд поражений шведам и освободить захваченные в начале войны польские земли. Густав II Адольф запросил мира. Сигизмунд III, безуспешно штурмовавший в то время Москву (во время Русско-польской войны 1605—1618 годов), согласился на предложение шведского короля. В 1618 году было заключено перемирие. Границы между обоими государствами остались прежними.

## Война Речи Посполитой со Швецией 1621—1626 годов
К следующей войне с Речью Посполитой шведский король Густав Адольф подготовился основательно. Он провёл несколько важных военных реформ и, воспользовавшись началом войны между Речью Посполитой и Османской империей, а также сокрушительным поражением польской армии от турок под Цецорой (1620), напал в 1621 году на владения Речи Посполитой в Прибалтике. После месячной осады шведам сдалась Рига (25 сентября 1621 года). Стремительным ударом войска Густава II Адольфа захватили большую часть польско-литовских земель в Прибалтике. Один из шведских отрядов занял столицу Курляндского герцогства Митаву. Но вскоре литовский полководец Кшиштоф Радзивилл выбил шведов из крепости и дал сражение войскам Густава Адольфа (битва под Митавой, 1622 год). Превосходящие силы шведов не смогли овладеть городом, и вскоре шведский король заключил с поляками перемирие до 1625 года. Речь Посполитая потеряла все свои владения в Ливонии, в том числе и Ригу.
После окончания перемирия в 1625 году армия Густава Адольфа вторглась в Литву, пользуясь возникшим между гетманом Львом Сапегой и полководцем Радзивиллом конфликтом и, следовательно, расколом литовской армии, поочерёдно уничтожая литовские отряды. В начале 1626 года шведы разбили литовское войско под предводительством Сапеги под Вальгофом. Но после этого шведский король заключил с Речью Посполитой перемирие сроком на полгода, намереваясь после его истечения ударить по РП из её владений в Померании и Пруссии.

## Война Речи Посполитой со Швецией 1626—1629 годов
После истечения срока перемирия шведский флот во главе с королём Густавом II Адольфом в июне 1626 года вошёл в Гданьский залив. Войска шведов высадились у города Пиллау и двинулись к Гданьску. Польские крепости, которые встречались на пути армии Густава II, сдавались почти без боя. После двух дней осады капитулировал Мариенбург. Шведы попытались с ходу взять Гданьск, но недалеко от города их встретили польские войска во главе с королём Сигизмундом III и полководцем Станиславом Конецпольским. После упорной битвы, получившей название сражение под Гневом, польская армия отступила к городу Тчев. Пока шли бои на западе Речи Посполитой, смоленский воевода Александр Гонсевский во главе литовского отряда, пользуясь малочисленностью шведских войск в Ливонии (большая часть армии в это время находилась в Пруссии и Померании), нанёс ряд поражений шведам (лето 1626 года). Но уже осенью шведский полководец Якоб Делагарди в битве под Цесисом наголову разбил отряд Гонсевского и заставил его отступить в Литву, предварительно заключив с ним перемирие сроком примерно на год. Зима 1626/1627 годов выдалась суровая, и обе армии страдали от болезней, холода и нехватки провианта. Когда же наступила весна, поляки под командованием Станислава Конецпольского стремительным ударом окружили шведский отряд, зимовавший в Мариенбурге. Шведы попытались выйти из окружения, но в битве при Чарне были разгромлены. Это, конечно, не могло не взволновать Густава II Адольфа, который совсем не ожидал такого поворота событий. Он попытался в ночь с 22 на 23 мая переправить свои войска через реку Вислу, чтобы ударить по городу Гданьску с западной стороны, но поляки с противоположного берега открыли по лодкам шведов артиллерийский огонь, и Густаву II с большими потерями пришлось отступить. После этого шведская армия попыталась прорвать польскую оборону в Померании, но после кровопролитной битвы под Тчевом, продолжавшейся два дня (7—8 августа 1627 года), армия Густава Адольфа вынуждена была отступить. Разбил шведов всё тот же Станислав Конецпольский. В конце ноября 1627 года шведский король Густав II после нескольких поражений на суше решил попытать счастья на море.
28 ноября шведская эскадра, состоявшая из шести судов, по его приказу напала на десять польских кораблей, стоявших на рейде в Гданьске (Битва при Оливе). В результате битвы Швеция потеряла два галеона, Речь Посполитая — ни одного. Это победа не имела большого значения для общего военного положения, однако она подняла моральный дух польской армии, что было немаловажно. После неудачного для шведов 1627 года Густав Адольф провёл широкую мобилизацию среди населения Швеции, собрав армию из 50 000 человек. Польские войска к началу 1628 года насчитывали в два раза меньшее количество солдат. Поэтому уже к началу кампании 1629 года шведы получили громадное преимущество. Помимо этого, Густав II безуспешно пытался привлечь на свою сторону Трансильванию, Русское царство, украинских казаков, крымских татар, Османскую империю и даже протестантских князей Германии. Кампания 1629 года началась с нападения шведской эскадры на польский флот, находившийся на рейде в Гданьске. В этот раз удача улыбнулась шведам: они потопили два польских корабля. После этого армия Густава II вновь попыталась прорвать польскую оборону в Померании, но смогла лишь захватить городок Бродницу.

Территориальные приобретения Швеции по итогам войны отмечены жёлтым и коричневым цветами.

Польский полководец Конецпольский, используя кавалерию для стремительных и неожиданных атак на шведские отряды, вынудил Густава остановить наступление из-за больших потерь в войсках. Вскоре поляки окружили город, ожидая скорой капитуляции гарнизона. Зимой следующего 1629 года на помощь осаждённым прибыли шведские войска во главе с полководцем Германом Врангелем. Они разбили поляков, которыми руководил Станислав Потоцкий, у городка Гужно. Обеспокоенный этой победой шведов, австрийский император Фердинанд II, надеявшийся, что шведская армия надолго увязнет в РП и не сможет поддержать протестантских князей в Германии, против которых вела тогда войну Австрия (Тридцатилетняя война), направил польскому королю Сигизмунду III несколько австрийских полков. Узнав об этом, Густав II решил воспрепятствовать соединению союзников, но неудачно. Успев соединиться, польские и австрийские войска разбили шведскую армию в битве у села Трстена. После поражения под Трстеном (достигнутого не в последнюю очередь благодаря таланту того же Станислава Конецпольского) Густав II предложил полякам перемирие, которое было вскоре заключено вблизи Гданьска в померанской деревне Альтмарк. Посредниками между враждующими странами выступали Королевство Франция, Королевство Англия и Республика Соединённых провинций. По истечении срока перемирия в 1635 году Швеция и Речь Посполитая заключили новый Штумсдорфский мир. По нему шведы теряли все свои приобретения в Пруссии и Померании, но сохраняли за собой ливонские земли. Польский король Владислав IV официально отказывался от претензий на шведский престол и давал слово не поддерживать врагов Швеции. Также устанавливался срок перемирия — 26 с половиной лет. Обеспечив перемирие с Речью Посполитой, Швеция смогла вступить в Тридцатилетнюю войну.

## Примечание
1. ↑  см. Русско-польская война (1609—1618), Поход Делагарди